# (3999) Aristarque
(3999) Aristarque, désignation internationale (3999) Aristarchus, est un petit astéroïde de la ceinture principale, de 8,26 km diamètre. Il a été découvert par Takuo Kojima en 1989.
Il est nommé d'après Aristarque de Samos, l'astronome et mathématicien grec de l'antiquité.